# Lahaye-Comtesse
Pour les articles homonymes, voir Haye.
Lahaye-Comtesse est une ancienne commune de la Manche réunie à Sourdeval-les-Bois en l'an III.

## Géographie
Lahaye-Comtesse se situe au nord de Sourdeval-les-Bois à proximité de l'abbaye de Hambye et des boucles de la Sienne.

## Toponymie
Haye est une forme ancienne du mot haie qui désignent à l'origine, non pas une « clôture végétale » mais une forêt. Le suffixe lui désigne le comté et on peut donc trouvé comme signification « le bois de la comtesse ». On retrouve ici l'origine du suffixe les-Bois pour Sourdeval.

## Histoire
Dans le cours du XVIIe siècle, on comptait trois fiefs nobles dans la paroisse :
- le fief de la Haye-Comtesse appartenant à messire Jean Leroux, seigneur et patron du lieu ;
- un autre fief était celui de l'abbé et des religieux de Hambye ;
- le troisième était la possession du prince de Guémené, et dépendait du marquisat de Marigny.

La baronnie de la Haye-Comtesse était un membre de l'ancienne baronnie de Say, demi-fief de chevalier. Le 8 juillet 1541, François de La Haye, sieur du lieu, en rendit aveu à Louis de Rohan.
Vers 1794, Sourdeval (309 habitants en 1806) absorbe Lahaye-Comtesse (276 habitants).

## Administration
| Période                                                                                  | Période | Identité      | Étiquette | Qualité |
| ---------------------------------------------------------------------------------------- | ------- | ------------- | --------- | ------- |
| …1792                                                                                    | 1794…   | Pierre Dubois |           |         |
| Une partie des données est issue d'une liste établie par Jean Pouëssel et Gérard Lecanu. |         |               |           |         |

## Démographie
Lahaye-Comtesse comptait 276 habitants en 1793.

## Lieux et monuments
- Église Saint-Pierre de La Haye-Comtesse des XVIIIe – XIXe siècles. L'édifice, qui se compose d'un chœur, d'une nef et de deux chapelles, abrite un pavement du XVe, une statue de saint Marcouf du XVe, un tableau de saint Pierre apôtre du XIXe[4].
- Croix de cimetière.
- Moulin de La Haye-Comtesse.